# 武蔵国分寺
武蔵国分寺（むさしこくぶんじ）は、東京都国分寺市にある真言宗豊山派の寺院。山号は医王山。院号は最勝院。本尊は薬師如来。
奈良時代に聖武天皇の詔により日本各地に建立された国分寺のうち、武蔵国国分寺の後継寺院にあたる。創建当時の史跡については武蔵国分寺跡を参照。

## 歴史
『医王山国分寺縁起』によれば、武蔵国の国分寺は、元弘3年（1333年）の分倍河原の戦いで焼失し、建武2年（1335年）、新田義貞により薬師堂が再建されたという。その後衰退し、1725年に本堂が再建され、宝暦6年（1756年）頃に薬師堂が再建された。

## 境内

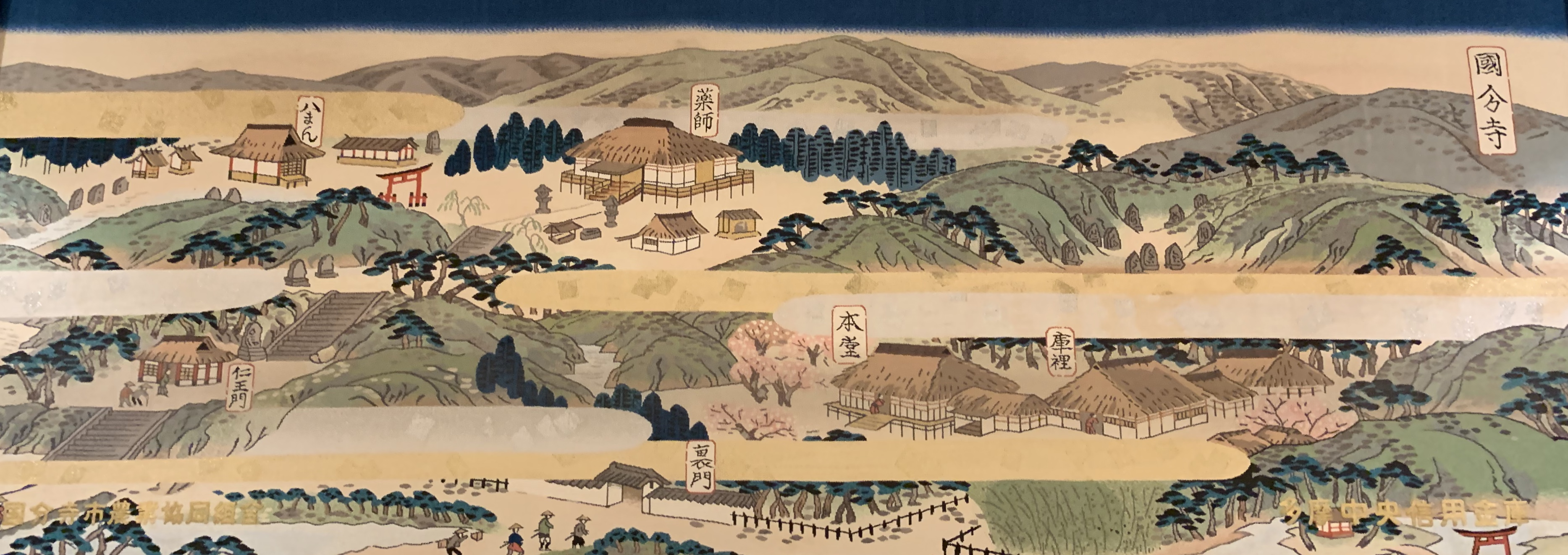
武蔵国分寺の見取り図

薬師堂は、建武2年（1335年）に新田義貞が旧国分寺の金堂跡に建てたことに始まると伝える。現在の建物は宝暦年間（1751年-1763年）の再建。安置する薬師如来坐像は国の重要文化財である。仁王門は宝暦年間（1751年-1763年）の建立で、入母屋造の八脚門。楼門は米津寺（東久留米市）の楼門を明治28年に移築したもの。これら薬師堂・仁王門・楼門は、市の文化財に指定されている。
また境内には「万葉植物園」として、元国分寺住職が昭和25年-38年（1950 - 1963年）の間に万葉集に歌われた植物160種を集めて造った植物園がある。この植物園は市の天然記念物に指定されている。

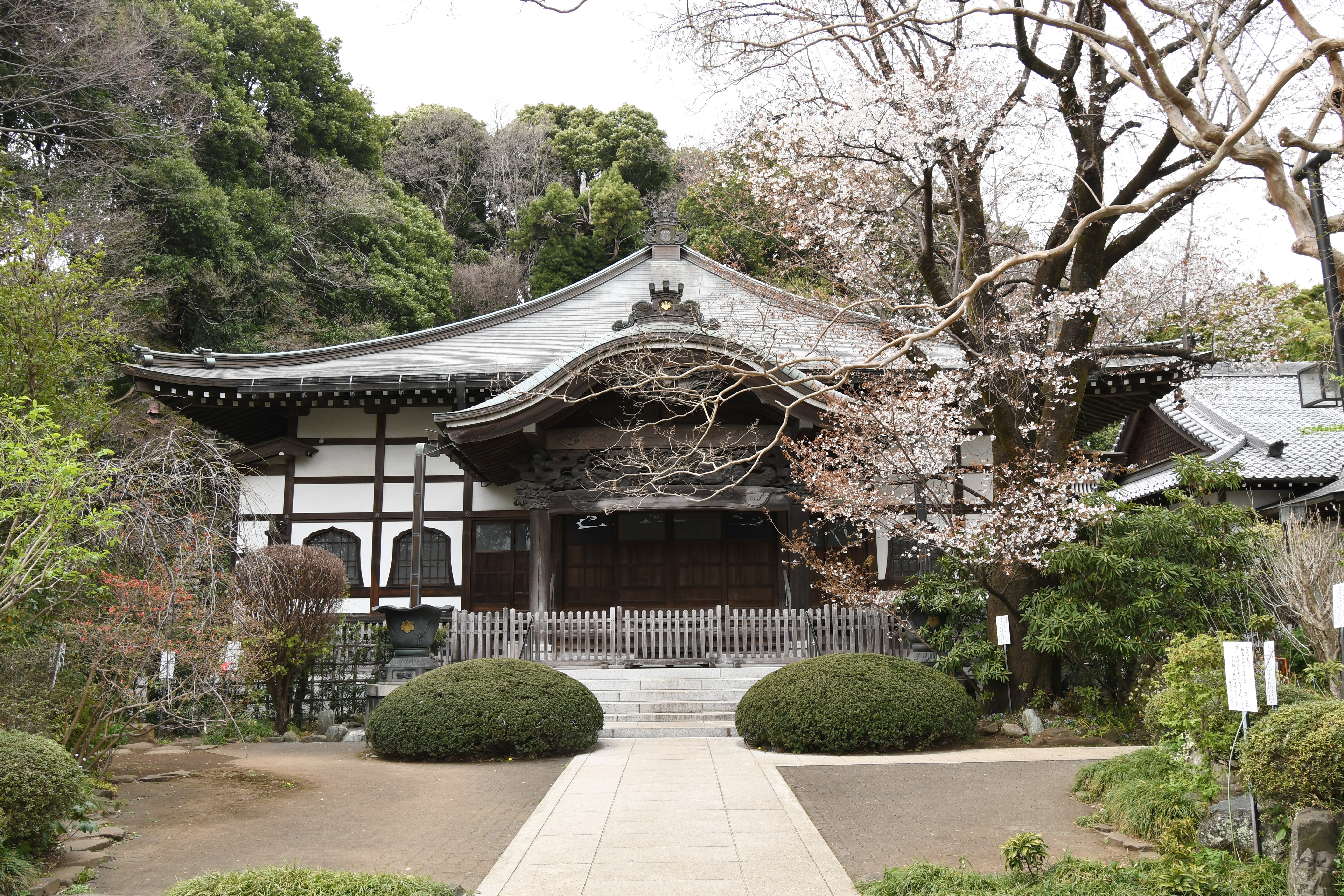
本堂
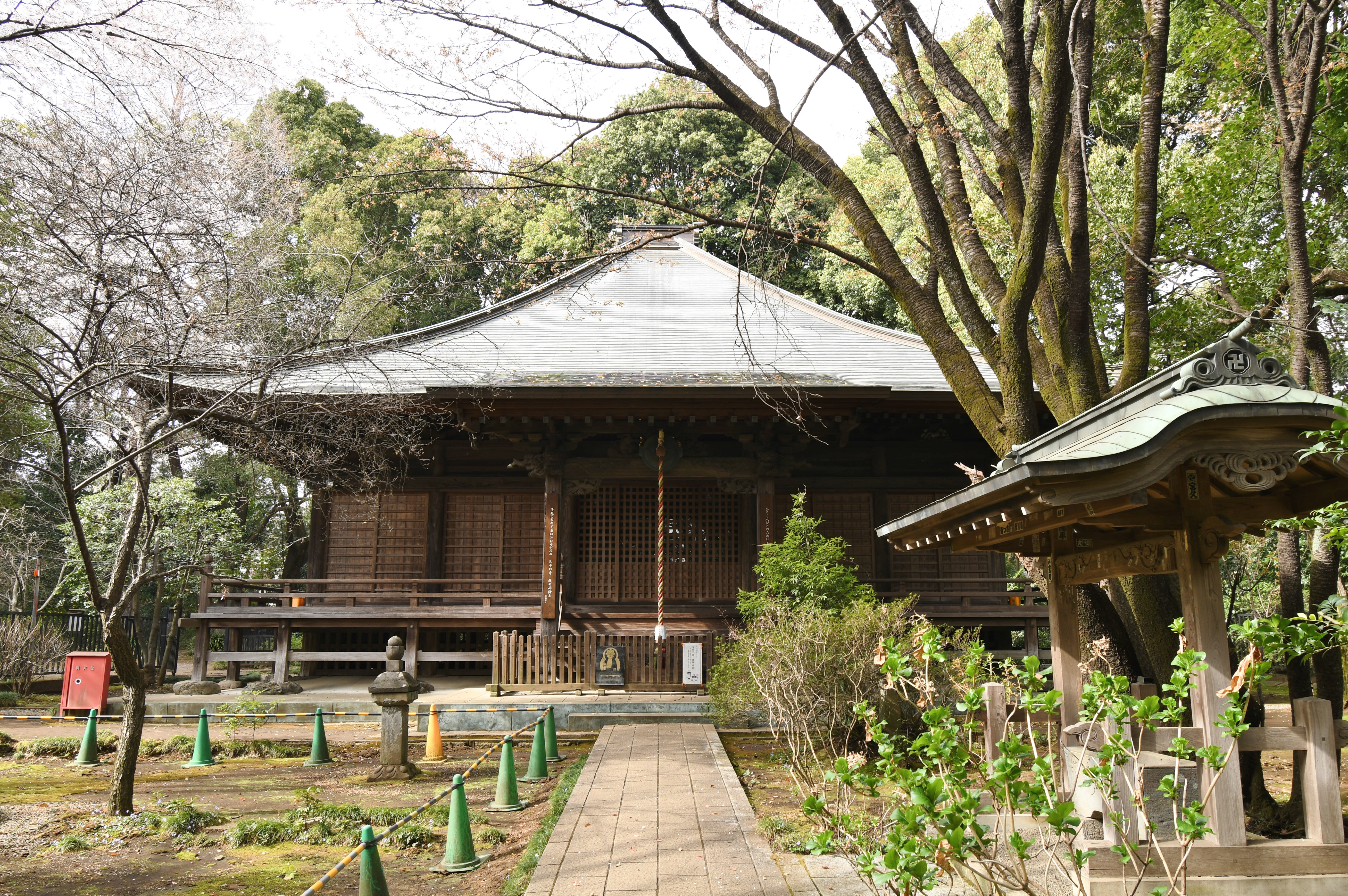
薬師堂（国分寺市指定文化財）
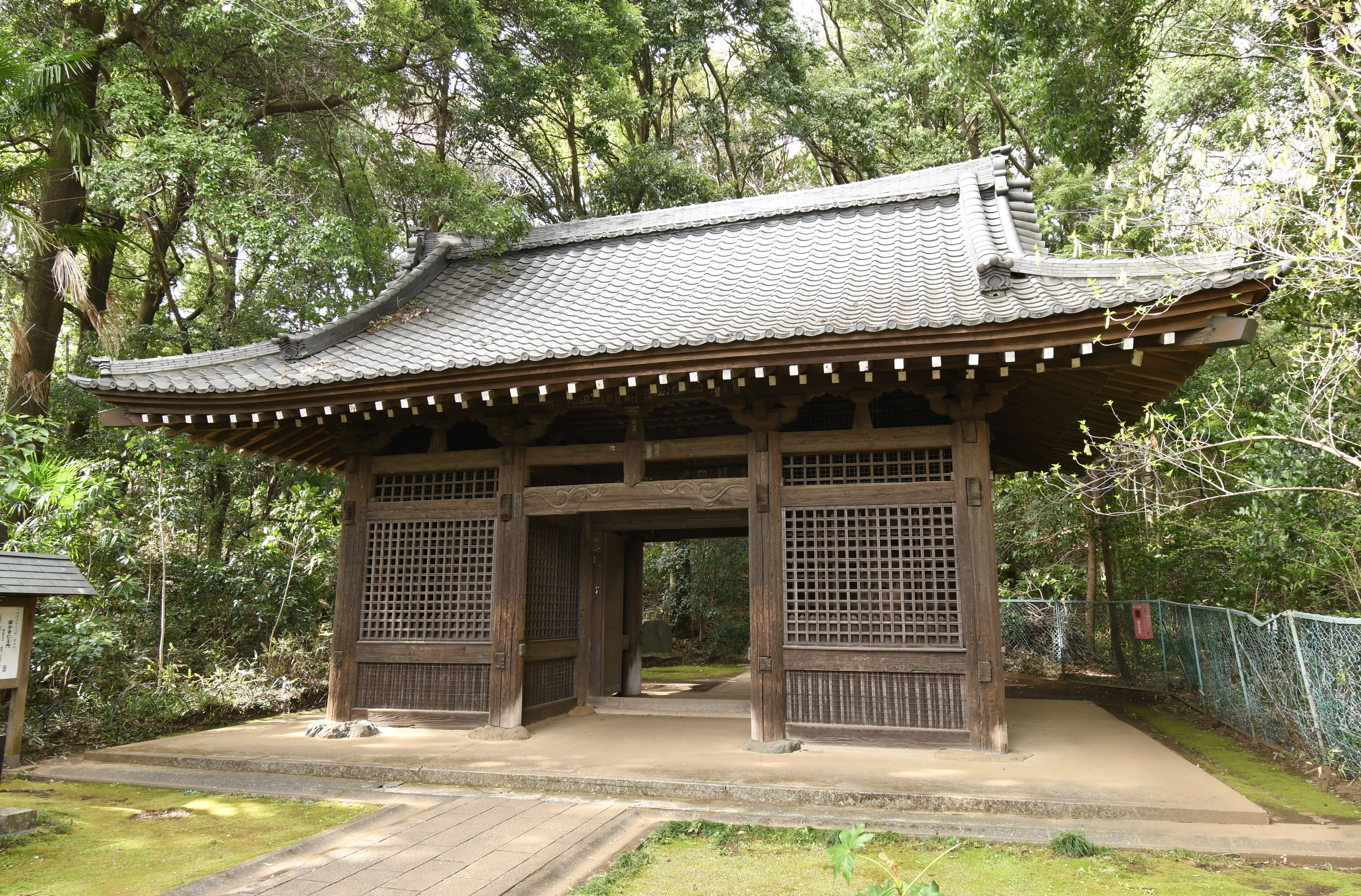
仁王門（国分寺市指定文化財）
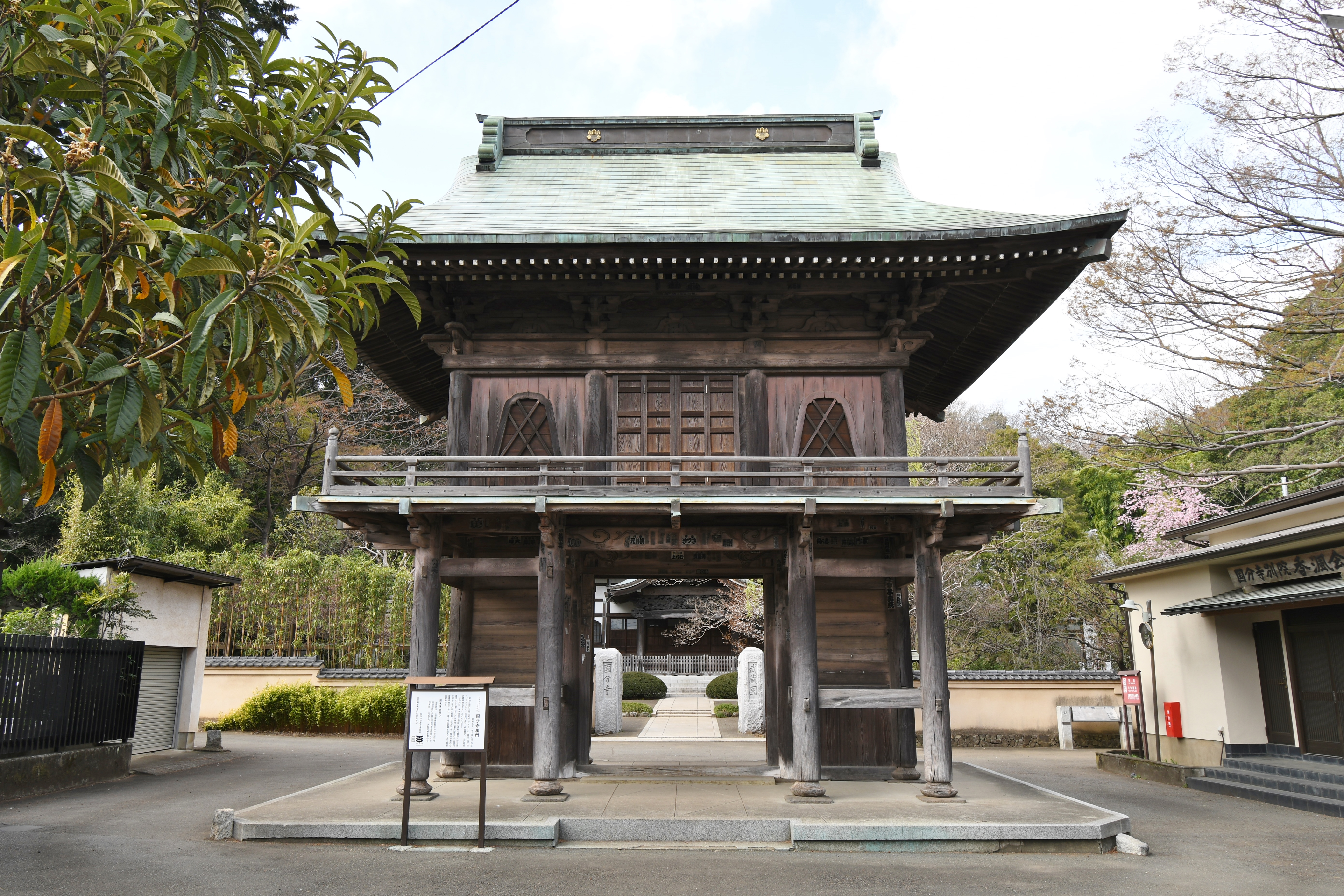
楼門（国分寺市指定文化財）
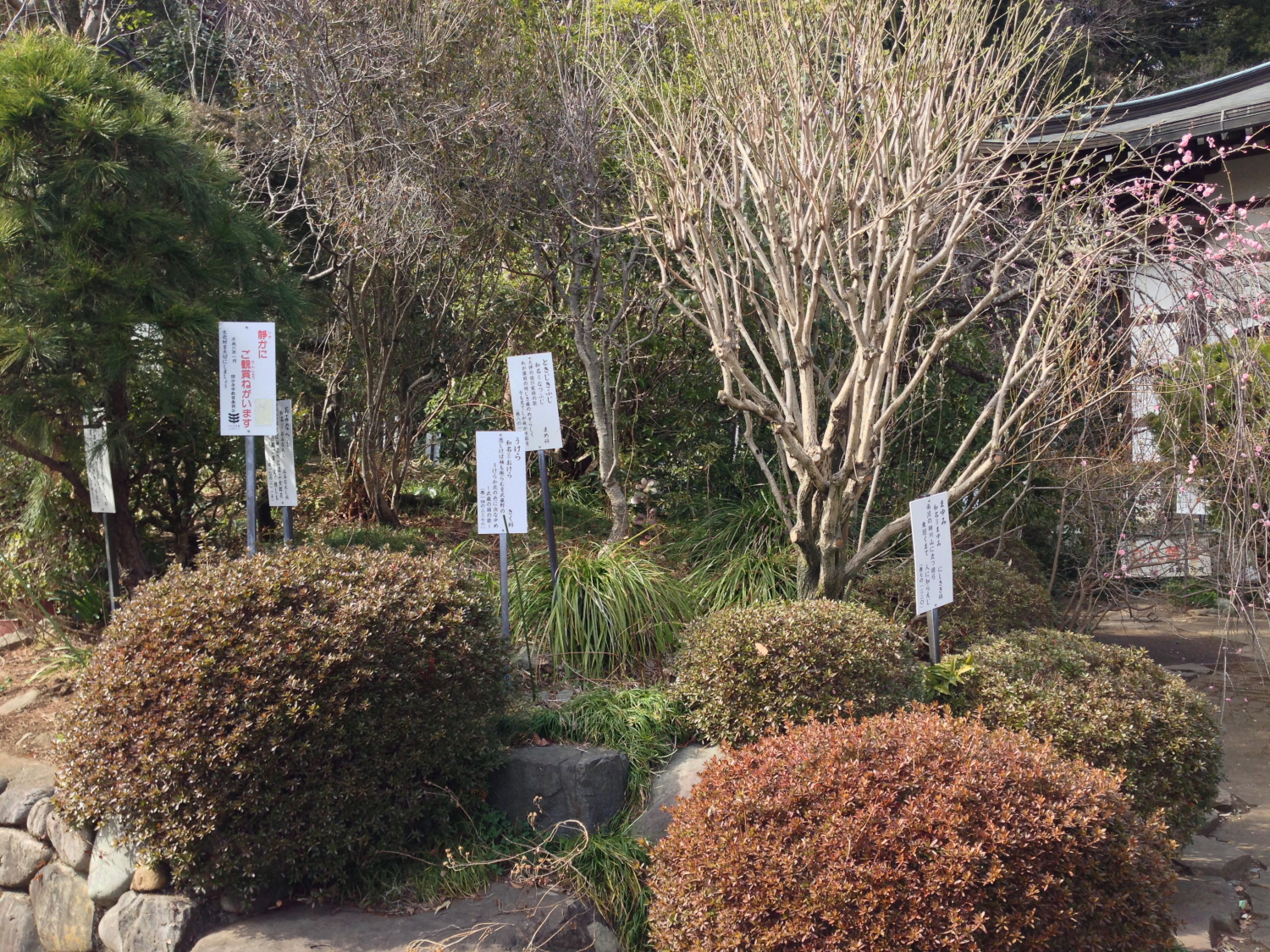
万葉植物園（国分寺市指定天然記念物）

## 文化財
国分寺所有および武蔵国分寺関連文化財の一覧。

### 重要文化財（国指定）
- 木造薬師如来坐像（彫刻） - 平安時代末から鎌倉時代初期の作[2]。大正3年指定[4]。10月10日のみ公開。
- 武蔵多喜窪遺跡第一号住居跡出土品 - 昭和50年指定[5]
  - 土器類（甕形土器8箇、鉢形土器2箇、浅鉢形土器1箇、浅鉢形土器残欠1箇）
  - 石器類（磨製石斧1箇、局部磨製石斧1箇、打製石斧5箇、石鏃1箇）
  - 土偶残欠 1箇
  - 土製耳飾 1箇

### 東京都指定有形文化財
- 銅造観世音菩薩立像（彫刻・考古資料） - 武蔵国分寺跡資料館保管（所有者は国分寺市[6]）。昭和58年指定。
- 武蔵国分寺跡出土の緑釉花文皿（考古資料） - 武蔵国分寺跡資料館保管（所有者は国分寺市）。平成2年指定。

### 国分寺市指定文化財
- 仁王門（建造物） - 昭和39年指定。
- 薬師堂（建造物） - 昭和51年指定。
- 楼門（建造物） - 昭和51年指定。
- 国分寺所蔵資料（考古資料） - 武蔵国分寺跡資料館保管。平成21年指定。
- 徳川将軍家寺領安堵朱印状 9点（古文書・古記録） - 武蔵国分寺跡資料館保管。平成元年指定。
- 万葉植物園（天然記念物） - 平成21年指定。
- こうやまき（天然記念物） - 平成21年指定。

## 現地情報
所在地
- 東京都国分寺市西元町1-13-16

交通アクセス
- 東日本旅客鉄道（JR東日本）中央線快速・武蔵野線 西国分寺駅 （徒歩15分）
- 東日本旅客鉄道（JR東日本）中央線快速、西武鉄道国分寺線・多摩湖線 国分寺駅 （徒歩18分）

周辺
- 武蔵国分寺跡 - 創建時の国分寺跡。
- 武蔵国分尼寺跡 - 創建時の国分尼寺跡。